# Co je Andy?
Co je Andy? (v anglickém originále What's with Andy?) je kanadský animovaný seriál. Vysílání seriálu bylo zahájeno 22. září 2001 a ukončeno 4. března 2007, vysílán byl na stanici Teletoon. Vznikl na základě knih Andy Griffithse, produkovala jej CineGroupe a postavu Andyho Larkina nadaboval Ian James Corlett (v českém znění Filip Švarc).

## Děj
Příběh Andyho Larkina se odehrává ve fiktivním kanadském městě East Gackle. Andy s jeho pomocníkem a nejlepším přítelem Dannym provádějí různé vtípky, a proto si jak na škole tak doma tvoří spoustu nepřátel. Většinou jejich fórky vyústí v komickou situaci pro ně samotné. Andy se snaží zapůsobit na Lori, občas mu ale v cestě stojí Jervis jako konkurence, nebo Lik a Leech jako silnější. Ale nic z toho Andyho od kanadských žertíků neodradí.

## Postavy
Andrew "Andy" Larkin
Hlavní postava seriálu Andy miluje vtípky a všechny, co mají rádi legraci. Jeho nejlepší přítel Danny mu pomáhá se vznikem vtípků. Většinou ale jejich vtípky dopadnou legračním až hloupým momentem pro Andyho. Jeho celoživotní láskou je dívka Lori, kterou se snaží získat. Andy se snaží stát se nejlepším vtípkařem na světě.
Daniel "Danny" Tadeus Pickett
Danny je nejlepší přítel a pravá ruka Andyho. Většinou na vtípky pohlíží pesimisticky a dopředu si představuje, jak špatně by to mohlo dopadnout. V epizodě 301 zaujme dívku jménem Rachael, která má ráda vtípky a obdivuje ho.
Lauren "Lori" Mackneyová
Andyho dívka snů. Nemá ráda Andyho sestru Jen, a proto ji také nemá rád Andy, a často se stává terčem jeho vtípků. Lori pracuje pro školní noviny a nosí pantofle, modrou sukni a zelené triko.

### Larkinovi
* Jennifer "Jen" Larkinová
Andyho starší sestra, která se na svém bratrovi snaží najít co nejvíc špatných věcí. Žije typickým teenagerským životem, většinu svého času věnuje klukům nebo jejich hledání. Její nejlepší kamarádka je Teri.
* Frieda Larkinová
Matka Andyho a Jen a manželka Ala. Frieda je klasická matka, Andymu většinou dává zákazy za jeho vtípky a chce docílit toho, aby už žádné nedělal.
* Alfred "Al" Larkin
Otec Andyho a Jen a manžel Friedy. Jako otec se snaží být hlavou rodiny, i když tomu tak často není. Je to stereotypní táta a má tajnou vášeň pro vtípky, kterou nechce prozradit, aby šel jako příklad svému synovi.
* Spank 
Líný a tlustý pes Larkinů. Většinou se jen pomalu pohybuje před domem nebo vevnitř. A občas se stane terčem nadávek, když všechny ohromí svým smradem.

### Vedlejší postavy
* Teri – nejlepší kamarádka Jen. Snaží se být jako ona. Jeden čas se zamiluje do chlapce jménem Sheldene.
* Jervis Coltrane – Francouzský bohatý a chytrý student. Také se snaží získat Lori, proto je často Andyho rivalem , což znamená, že je obětí jeho vtípků. Před Lori se snaží být tím nejlepším, když ale o něco jde, tak se bojí nebo utíká. Jeho osobnost může působit jako namyšlená a arogantní.
* Peter Lik – nerozlučná dvojka s Andrewem. Dva nejsilnější kluci ze školy, kteří si čas od času podají Andyho nebo Dannyho, když nějaký vtípek, někdy i omylem, skončí na jejich účet.
* Andrew Leech – většinou se svým přítelem jsou známí a oslovovaní jako "Lik a Leech"
* Craig Bennett – blonďatý a svalnatý idol dívek v East Gackle. Na nějaký čas je přítelem Jen.
* Martin Bonwick – klasický stereotypní student z Andyho třídy.
* Pan Bonwick – Bonwick pracuje v továrně na toaletní papír.
* Paní Bonwicková – manželka pana Bownwicka.
* Victor "Vic" Muskowitz (Mush) – Mush pracuje v pizzerii a rozváží pizzu. Často pomáhá Andymu s vtípky. Odkazuje na Andyho jako "frajera" a chytrého mladíka.
* Steve Rowgee ml. – policejní strážník v East Gacklu, syn Steve Rowgee st.
* Steve Rowgee st. – druhý policejní strážník, často komanduje a poučuje svého syna.
* Ředitel DeRosa – ředitel školy, snaží se, aby jeho škola měla dobré jméno a bylo vše v normálu. Proto se u něj v ředitelně často objevuje Andy s Dannym, kteří ředitele svými vtípky vždy pořádně vytočí.
* Pan Hutchins – jeden z učitelů ve škole, třídní učitel Andyho. Obvykle se stává terčem Andyho vtípků. Je pro něj typický jeho monotónní hlas.
* Starosta Henry K. Roth – Starosta East Gacklu.
* Starosta Simms – Starosta West Gacklu, rival Henryho.
* Pan Leech – otec Andrewa Leeche.
* Clyde – vrátný školy.
* Bryan – Andyho rival ve vtipkaření a souboji o Lori.
* Hazel Strinner – snaží se zničit přátelství Andyho a Lori.
* Louella Bermanová – nejlepší přítelkyně Freidy.
*  Paní Wibblesová – sekretářka ředitele školy.
* Norman Larkin – dědeček Andyho, otec jeho otce. Za mlada býval skvělým vtípkařem, a když Larkinovi přijede navštívit z veliké dálky, přiveze s sebou spoustu vtípků. Andy chce být stejně dobrý jako on.
* Paní DeRosová – manželka ředitele DeRosy.
* Paní Perwinkleová – vychovatelka v mateřské školce.
* Pan Coltrane – pracuje v elektronickém oddělení v obchodě.
* Paní Coltranová – manželka pana Coltrana.
* Frank Burger – pracuje v Beans & Burgers.
* Pan Timberly – vedoucí v továrně na toaletní papír.
* Paní Timberlyová – manželka pana Timberlyho.
* Pan Winters – vydavatel školních novin.
* Paní Wolmerová – učitelka tělocviku.
* Pan Simon Ledope – fotograf.
* Bratranec Elwood – Andyho bratranec pracující na farmě, někdy na jeho farmu rodiče pošlou pracovat Andyho jako trest za jeho fórky.
* Pan Mackney – otec Lori.
* Paní Mackneyová – matka Lori.
* Betty Roth – manželka starosty.